# Siamacarus
Genre
Siamacarus est un genre d'acariens parasitiformes de la famille des Opilioacaridae.

## Distribution
Les espèces de ce genre sont endémiques de Thaïlande.

## Liste des espèces
- Siamacarus withi Leclerc, 1989
- Siamacarus dalgeri Leclerc, 1989

## Publication originale
- Leclerc, 1989 : Considérations paléobiogéographiques à propos la découverte en Thaïlande d'opilioacariens nouveaux (Acari-Notostigmata). Compte Rendu des Séances de la Société de Biogéographie, vol. 65, n. 4, p. 162-174.